# Justyna Hofmokl
Justyna Hofmokl z domu Cieślik (ur. 1977) – polska socjolog, badaczka internetu i działaczka na rzecz wolnej kultury. 
Jest współzałożycielką i jedną z koordynatorów projektu Creative Commons Polska – polskiego oddziału organizacji Creative Commons. W jej ramach od 2004 promowała wolną kulturę oraz otwartą naukę – w szczególności model otwartego dostępu do czasopism naukowych. Współautorka „Przewodnika po otwartej nauce”, wydanego przez Interdyscyplinarne Centrum Modelowania Matematycznego i Komputerowego Uniwersytetu Warszawskiego oraz Creative Commons Polska.
Absolwentka Instytutu Socjologii Uniwersytetu Warszawskiego, doktoryzowała się w 2008 w Szkole Nauk Społecznych Instytutu Filozofii i Socjologii Polskiej Akademii Nauk. Swoją pracę doktorską, napisaną pod kierunkiem Andrzeja Rycharda, poświęciła analizie internetu z punktu widzenia teorii dóbr wspólnej puli.
Żona dyplomaty Jana Hofmokla. Synowa Tomasza Hofmokla.